# Robert C. Duncan (Astrophysiker)
Robert C. Duncan (* 2. September 1956 in Pensacola, Florida) ist ein US-amerikanischer Astrophysiker. Er ist an der University of Texas at Austin (und deren McDonald Observatory).
Duncan wurde 1986 an der Cornell University in Astrophysik promoviert (Dissertation: Topics in the theory of neutron star cooling).
1992 entwickelte er mit Christopher Thompson das Magnetar-Modell (Pulsare mit extrem hohen Magnetfeldern) der Soft Gamma Repeater (SGR).
2003 erhielt er mit Thompson und Chryssa Kouveliotou den Bruno-Rossi-Preis für ihre Arbeit über Magnetare.
Ein besonders starker Ausbruch des Magnetars SGR 1806-20 am 27. Dezember 2004 zeigt nach Duncan und Kollegen Ähnlichkeit mit kurzzeitigen Gammablitzen (mit Dauer unter zwei Sekunden).

## Schriften
- mit Chryssa Kouveliotou, Christopher Thompson: Magnetare. Spektrum der Wissenschaft, Mai 2003, S. 56–63
- Astrophysics: A glimpse inside a magnetar, Nature, Band 497, 2013, S. 574–576